# Cygnus CRS NG-16
Cygnus CRS NG-16 — шестнадцатая миссия снабжения грузового космического корабля Cygnus компании Northrop Grumman к Международной космической станции по контракту Commercial Resupply Services с НАСА.
Пятый запуск корабля Cygnus в рамках контракта CRS2.
Этот космический корабль назван в честь Э́ллисона Онидзу́ка — американского астронавта гавайско-японского происхождения, члена экипажа взорвавшегося при старте шаттла «Челленджер».

## Запуск и стыковка с МКС
Корабль был запущен 10 августа 2021 года в 22:01 UTC и успешно выведен на низкую опорную орбиту. Запуск осуществлялся ракетой-носителем «Антарес-230+» со стартовой площадки LP-0A Среднеатлантического регионального космопорта, входящего в состав космодрома Уоллопс.
12 августа 2021 года в 10:07 UTC корабль был «захвачен» манипулятором «Канадарм2» под управлением астронавта НАСА Меган Макартур, и через 3 часа 35 минут пристыкован к надирному порту модуля Юнити.

## Полезная нагрузка
Общая масса груза, доставляемого на МКС составляет 3723 кг:
- Провизия и вещи для экипажа — 1396 кг;
- Материалы для научных исследований — 1064 кг;
- Оборудование и детали станции — 1037 кг;
- Оборудование для выхода в открытый космос — 15 кг;
- Негерметичный груз — 48 кг;
- Компьютеры и комплектующие — 44 кг.

Помимо внутреннего груза, NG-16 Cygnus также будет нести PIRPL или прототип инфракрасной полезной нагрузки — эксперимент для Агентства космических разработок Министерства обороны США.

## Отстыковка и завершение миссии
Корабль был отстыкован от МКС 20 ноября 2021 года в 16:01 UTC. Планируется, что сход с орбиты произойдёт 15 декабря 2021 года.